# 斎藤彦内
斎藤 彦内（さいとう ひこない、1709年 - 1750年5月22日（寛延3年4月17日 (旧暦)））は、江戸時代の陸奥国伊達郡（現・福島県）の農民。「天狗廻状騒動」の名で知られる一揆の指導者の一人で、義民として祀られている。

## 生涯
伊達郡長倉村に斎藤実盛の家柄に生まれる。
寛延2年（1749年）、信達地方は冷害により「田方立毛青立」（田畑の作物が実らない）と記録されたほど農作物は深刻な被害を受けた。信達地方は寛延2年より前から不作が続いており、福島藩およびその周辺では、徳川幕府の代官所により、年貢が引き下げられた。しかし、隣接する桑折の代官は地元の農民からの度重なる年貢の減免の訴えを退け、逆に年貢を2分5厘引き上げた。
追い詰められた農民たちは、「わらだ廻状」（のちに「天狗廻状」とも呼ばれた一揆の連判状）を信達地方の68の村に廻し、密議の上、総代として長岡村の彦内、鎌田村の猪狩源七、伊達崎村の蓬田半左衛門らを選出した。彦内らは数回に渡り年貢の減免を代官に願い出たが聞き入れられなかったため、16,800人余りの農民による一揆を起こした。
一揆ののち、年貢は引き下げられたが、多くの組頭や百姓代が捕縛され厳しい取り調べを受けた。見かねた彦内は首謀者として出頭し、一揆翌年の4月17日、現在の伊達市と桑折町に隣接する河床で半佐衛門・源七と共に処刑された。彦内は42歳（数え年）だった。

## 顕彰
彦内ら3人にまつわる逸話は1908年、半井桃水によって東京朝日新聞で小説「天狗廻状」として連載され、広く知られることになった。この作品はのちに映画化もされ、大きな反響を呼んだ。
1918年に、刑死した3人を称える石碑が伊達町（現在の伊達市）に建立された。60年後の1979年には、伊達町・福島市・桑折町の協力により、処刑の現場を記念する記念碑も建立された。
彦内の墓は、斎藤家の菩提寺の、福島県伊達市の福源寺にある。彦内は義民として尊崇を受け、毎年4月17日に「寛延三義民供養祭」が行われている。2016年と2017年の供養祭では、福源寺境内での讃歌の奉納、墓前での読経や焼香などが行われたことが記録されている。